# Udeoides muscosalis
Udeoides muscosalis is een vlinder uit de familie van de grasmotten (Crambidae), uit de onderfamilie van de Spilomelinae. De wetenschappelijke naam van deze soort is voor het eerst voorgesteld als Pionea muscosalis door George Francis Hampson in een publicatie uit 1913.
De soort komt voor in Kenia en Zuid-Afrika.